# 内平增三
天貓座43，又名BD+40 2241，HD 83805、SAO 61636、HR 3851，是天貓座的一颗恒星，视星等为5.62，位于銀經182.53，銀緯49.03，其B1900.0坐标为赤經9h 35m 48.7s，赤緯+40° 49.03′ 49″。